# Bitwa pod Turskiem
Bitwa pod Turskiem – bitwa, która miała miejsce 13 lutego 1241 w rejonie wsi Tursko Wielkie, pomiędzy siłami polskimi pod dowództwem wojewody krakowskiego Włodzimierza a wojskami mongolskimi pod dowództwem Bajdara podczas I najazdu mongolskiego na Polskę w XIII wieku.
Doszło do niej po zablokowaniu drogi na Kraków w rejonie Miechowa przez wojewodę krakowskiego Włodzimierza. Obecność sił polskich zmusiła zagony mongolskie do odwrotu w kierunku Sandomierza. Idące na Kraków szlakiem poprzez Koprzywnicę, Wiślicę i Skalbmierz oddziały Bajdara wycofały się w okolice wsi Tursko Wielkie. Skoncentrowane wcześniej oddziały wojewody krakowskiego udały się w pogoń za siłami mongolskimi, doprowadzając do walnej bitwy. Najprawdopodobniej Bajdar wiedział o zgromadzonych siłach polskich i wycofanie się jego oddziałów w rejon Turska było manewrem mającym na celu zajęcie lepszych pozycji przed zbliżającą się bitwą. Według Jana Długosza pierwsze uderzenie Polaków przyniosło sukces w postaci zmuszenia przeciwnika do odwrotu i uwolnienia jeńców. Jednak odwrót okazał się udanym taktycznym manewrem Mongołów mającym na celu rozerwanie polskiego szyku bojowego. Dzięki dyscyplinie w szeregach Mongołów i luźnej taktyce udało im się pokonać liczniejszych, ciężkozbrojnych rycerzy małopolskich. Polacy ponieśli duże straty i nie byli w stanie stawić oporu aż do bitwy pod Chmielnikiem 18 marca 1241 roku. Po tym zwycięstwie oddziały mongolskie wycofały się wzdłuż lewego brzegu Wisły do Sandomierza.